# Distrikt Lucre (Aymaraes)
Der Distrikt Lucre liegt in der Provinz Aymaraes in der Region Apurímac im zentralen Süden von Peru. Der Distrikt wurde am 24. März 1960 gegründet. Er besitzt eine Fläche von 104 km². Beim Zensus 2017 wurden 1507 Einwohner gezählt. Im Jahr 1993 lag die Einwohnerzahl bei 2238, im Jahr 2007 bei 2069. Die Distriktverwaltung befindet sich in der etwa 2800 m hoch gelegenen Ortschaft Lucre mit 59 Einwohnern (Stand 2017). Lucre liegt 38 km nördlich der Provinzhauptstadt Chalhuanca.

## Geographische Lage
Der Distrikt Lucre liegt im Andenhochland im Nordwesten der Provinz Aymaraes. Der Río Pinco (im Oberlauf Río Lucre) durchquert den Distrikt in südöstlicher Richtung und entwässert diesen zum Río Chalhuanca.
Der Distrikt Lucre grenzt im Süden und im Westen an den Distrikt Colcabamba, im Nordwesten an die Distrikte José María Arguedas und San Jerónimo (beide in der Provinz Andahuaylas) sowie im Osten an die Distrikte San Juan de Chacña und Tintay.

## Ortschaften
Im Distrikt gibt es neben dem Hauptort folgende größere Ortschaften:
- Cayhuachahua (200 Einwohner)
- San Juan de Juta (294 Einwohner)